# Автократов, Николай Васильевич
Никола́й Васи́льевич Автокра́тов (5 [17] марта 1894, Москва— 22 августа 1961, там же) — советский писатель

, работавший в жанре фантастико-приключенческой литературы. Отец В. Н. Автократова.

## Биография
Учился в гимназии, затем окончил экономический факультет МГУ. Участник Первой мировой войны в чине прапорщика. Всю жизнь проработал на предприятиях и учреждениях системы цветной металлургии, много лет был научным сотрудником НИИ «Цветметзолото». Автор ряда научно-популярных статей и книги "Вторичные цветные металлы. Источники, их значение и использование" (1934). 
Жена — Антонина Ивановна Автократова (урождённая Алонзова), преподаватель французского языка в Военной академии имени Фрунзе. Скончалась 23 февраля 1966 г.
Печататься начал с 1940 года.
Автор двух фантастико-приключенческих повестей — «Тайна профессора Макшеева» (1940) и «Серая скала» (1945). В первой повести описывается фантастическое изобретение — особые лучи, способные на расстоянии взрывать боеприпасы противника. Повесть «Серая скала» переведена на болгарский и китайский языки. Как характеризовал её критик Владимир Ларионов: "Настолько наивно, что даже хорошо. Читается легко и почти комфортно, если бы не регулярные трупы..."
Книга «Страница из Корана», заявка на которую подавалась в Воениздат, осталась неизданной. Местонахождение рукописи данной повести, также как и рукописей других неопубликованных повестей Н.Автократова «Наследство плантатора», «На своих двоих», неизвестно.
Похоронен на Ваганьковском кладбище (7 уч.).

## Публикации

### Русские издания
- Автократов Н. В. Тайна профессора Макшеева // Вокруг света. — 1940. — № 1—6.
- Автократов Н. В. Серая скала: Повесть / Рис. П. Саркисяна. — М.: Детгиз, 1955. — 208 с. — 30 000 экз.
- Автократов Н. Серая скала. Тайна профессора Макшеева. — М.: Престиж бук, 2013. — (Ретро библиотека приключений и научной фантастики). — 3000 экз.

### Издание на болгарском языке
- Автократов Н. В. Сивият зъбер / Рис. П. Саркисяна, превод: Николай Методиев, Атанас Луков. — София: Държавно военно издателство, 1957. — 256 с.

### Издание на китайском языке
- H.阿夫托克拉托夫. 地下魔窟. — 河北人民出版社, 1982. — 284 с.